# Кочаровский, Владимир Владиленович
Влади́мир Владиле́нович Кочаро́вский (род. 15 октября 1955) — советский и российский физик, действительный член РАН (с 2025 года). Заведующий отделом астрофизики и физики космической плазмы в Институте прикладной физики РАН.
Специалист в области теоретической физики и астрофизики. Имеет более 2000 цитирований своих работ, опубликованных в реферируемых журналах. Индекс Хирша — 22.

## Биография
Родился 15 октября 1955 года. Брат-близнец физика Виталия Владиленовича Кочаровского.
В 1978 году с отличием окончил радиофизический факультет ННГУ. С 1978 года работает в Институте прикладной физики РАН. С 2011 года заведует отделом астрофизики и физики космической плазмы.
С 1987 года преподаёт в Нижегородском государственном университете. Читал курсы «Электродинамика», «Термодинамика и статистическая физика», «Нелинейная теория поля», «Плазменная астрофизика», «Современные проблемы физики». С 2012 года — профессор ННГУ.
В 1986 году защитил в Научно-исследовательском радиофизическом институте диссертацию на степень кандидата физико-математических наук по радиофизике.
В 1998 году защитил диссертацию на степень доктора физико-математических наук по квантовой электронике. Тема диссертации — «Модовое сверхизлучение в открытых резонаторах и экстремальные режимы генерации электромагнитных полей ансамблями квантовых и классических осцилляторов».
В 2006 году избран членом-корреспондентом РАН по Отделению физических наук.
С 2009 года член редколлегии журнала «Письма в астрономический журнал». С 2016 года – главный редактор журнала «Известия вузов. Радиофизика».
В 2025 году избран действительным членом РАН по Отделению физических наук.

## Научные достижения
В. В. Кочаровский является специалистом в области теоретической физики и астрофизики и внёс вклад в решение задач во многих направлениях физики.
Им исследован ряд фундаментальных проблем, касающихся, в частности, структур и неустойчивостей в бесстолкновительной космической и лазерной плазме, нелинейной динамики волн с отрицательной энергией в квантовой гравитации и квантовой электронике, взаимодействия света и материи в квантовой оптике и лазерной физике, неадиабатической связи мод в электродинамике сплошных неоднородных сред, нового метода анализа природных явлений экспоненциального уровня вычислительной сложности (недоступного классическим компьютерам) с помощью матричных перманентов и гафнианов, микроскопической теории критических явлений в фазовых переходах, коллективных процессов в плазме магнитосфер нейтронных звёзд и чёрных дыр, механизмов ускорения и излучения частиц и происхождения космических лучей сверхвысокой энергии.
В физике бесстолкновительной плазмы с произвольным распределением частиц по энергии, в общем случае релятивистским, им построен новый класс стационарных аналитических решений, представляющих собой токовые слои и филаменты с самосогласованным магнитным полем, включая, модели магнитопауз планет. Аналитически и численно изучены особенности многомасштабных многокомпонентных токовых структур, в том числе турбулентных, как в космической, так и в лабораторной (лазерной) плазме.
В области гравитационной физики им предложен механизм неустойчивости системы гравитация-материя из-за взаимодействия её подсистем с разными знаками энергии и указаны его проявления в космологических моделях.
В области квантовой оптики развит метод феноменологической квантовой электродинамики сплошных активных сред для анализа коллективных квантовых неустойчивостей в неравновесных системах и дано описание явления сверхизлучения как диссипативной неустойчивости волн отрицательной энергии. Предсказано существование этого явления не только в квантовых системах, например, коллективная аннигиляция вырожденной электрон-позитронной плазмы, но и в классических системах, например, вакуумной электроники.
В области квантовой электроники предсказано сверхизлучение в процессе коллективной рекомбинации замагниченных электрон-дырочных пар в полупроводниках, в дальнейшем экспериментально подтверждённое, и новые режимы сверхизлучательной генерации лазеров и неравновесных фазовых переходов в системе атомы-свет. Предложены и реализованы полупроводниковые лазеры нового типа — транзисторные, межзонные каскадные и разностно-частотные. Такие лазеры позволяют получать двухчастотное оптическое излучение, а также излучение в дальнем инфракрасном диапазоне.
В области радиофизики им построена теория линейного взаимодействия волн в неоднородных анизотропных средах, которая сейчас используется при поляризационной диагностике сред и интерпретации поляризационных наблюдений в радиоастрономии.
В области физики твёрдого тела предсказано образование электронных пар за счёт брэгг-кулоновского спаривания. Этот механизм может приводить к возникновению высокотемпературной сверхпроводимости в слоистых соединениях.
В области физики низких температур изучены свойства квазичастиц канонического ансамбля Гиббса в конденсате Бозе — Эйнштейна (БЭК), разработана аналитическая теория аномально больших негауссовых флуктуаций числа частиц в нём и найдена универсальная структура лямбда-точки в критической области БЭК для идеального газа. Рассчитаны флуктуации БЭК за пределами критической области для взаимодействующего газа с однородным или неоднородным конденсатом.
В области многочастичной статистической физики В. В. Кочаровским предложена микроскопическая теория критических явлений при фазовых переходах, в частности, для модели ферромагнетизма Изинга и БЭК. Раскрыта универсальность матричных перманента и гафниана для описания уровней сложности критических явлений и квантовых информационных процессов в физике многих тел, фрактальных структур и хаоса, теоретико-числовых и ♯P-трудных задач в теории вычислительной сложности. Сформулирована и доказана основополагающая теорема о гафниане, которая даёт явно вычисляемую формулу для производящей функции матричного гафниана, характеризующего все #P-трудные вычислительные задачи. В качестве нового многочастичного квантового симулятора предложена схема выборки числа атомов в различных возбужденных состояниях надконденсата (сэмплинга бозонов) и доказано, что эта схема при реализации в атомно-фотонных симуляторах может демонстрировать квантовое преимущество квантовых систем над классическими компьютерами.
В области астрофизики им построена аналитическая теория самосогласованного синхротронного и обратного комптоновского излучения релятивистских электронов. Предложен механизм ускорения частиц, основанный на их многократном переходе из заряженного состояния (протоны, электроны) в нейтральное (нейтроны, фотоны) и обратно. Этот механизм позволяет объяснить происхождение космических лучей сверхвысоких энергий. Указано на неизбежное присутствие и важную роль свободных нейтронов в динамике и излучении релятивистских ударных волн и струй вблизи компактных астрофизических источников, включая рождение нейтрино в нейтрон-протонном релятивистском ветре.
В. В. Кочаровский обнаружил, что излучение Хокинга первичных чёрных дыр не наблюдаемо в энергетическом диапазоне ГэВ и выше из-за электромагнитного каскада в создаваемой ими плазме. Разработал модель коллапса компактной звезды и развития последующего гамма-всплеска, вызванного проникновением первичной чёрной дыры внутрь звезды. Предсказал существование в спектре гамма-излучения нейтронных звёзд аннигиляционно-циклотронных линий и развил теорию формирования рентгеновских циклотронных линий в атмосферах этих звёзд с учетом спектрального перераспределения фотонов. Предложил и разработал метод периодических главных компонент для анализа динамических спектров радиопульсаров, позволяющий исследовать корреляцию различных источников излучения в магнитосфере нейтронных звёзд и её структуру. Дал аналитическое описание распространения нелинейного альвеновского импульса в магнитной трубке переменного диаметра в хромосфере Солнца и показал, что электрическое поле импульса может ускорять электроны до энергии порядка 1 ГэВ и инжектировать их в корональную часть петли.

## Награды
- Почётная грамота РАН за практический вклад в науку (2000)
- Медаль ордена «За заслуги перед Отечеством» II степени (5 февраля 2024 года) — за большой вклад в развитие отечественной науки, многолетнюю плодотворную деятельность и в связи с 300-летием со дня основания Российской академии наук[44]